# 吉田町牧之原市広域施設組合
吉田町牧之原市広域施設組合（よしだちょうまきのはらしこういきしせつくみあい）は、静岡県榛原郡吉田町及び牧之原市の1市1町が組織する一部事務組合。

## 概要

### 事務所
- 牧之原市細江6664番地3

### 主な事務内容
- し尿処理施設の設置及び管理運営に関する事務
- ごみ処理施設の設置及び管理運営に関する事務
- 旧吉田榛原消防署庁舎(土地その他附属施設を含む。)の維持管理に関する事務
- 火葬場の設置及び管理運営に関する事務
- 学校給食共同調理場の設置及び管理運営に関する事務（謝恩閣）

ただし、牧之原市は、旧榛原郡榛原町の区域とする。
かつては常備消防事務を行っていたが、現在は静岡市消防局の管轄となり、消防本部は解散した。

### 組織
- 組合議会
  - 議員定数：14人（吉田町：7人、牧之原市：7人）
- 組合執行機関
  - 管理者：1人（吉田町長）
  - 副管理者：2人（牧之原市長及び吉田町副町長）
  - 会計管理者：1人（吉田町会計管理者）
  - 監査委員：2人

## 常備消防事務

### 概要
- 消防本部：榛原郡吉田町住吉1386番地の5
- 消防本部名称：吉田町牧之原市広域施設組合消防本部
- 管内面積：74.20km2
- 消防署1カ所
- 主力機械（2010年4月1日現在）
  - 普通消防ポンプ自動車：1
  - 水槽付消防ポンプ自動車：1
  - 化学消防自動車：1
  - 高規格救急自動車：3
  - 救助工作車：2
  - 水槽車：1
  - 指令車：1
  - 調査車：1
  - 広報車：1
  - 防災車：1
  - その他：2

### 沿革
- 1968年12月　吉田町・榛原町の2町による吉田榛原消防組合の設立が認可される。
- 1968年12月　吉田榛原消防組合が発足する。
- 1969年1月　吉田榛原消防組合消防本部・消防署の仮庁舎を吉田町役場内に設置する。
- 1969年2月　東名高速道路の開通と同時に救急業務を開始する｡
- 1969年4月　消防業務を開始する｡
- 1970年3月　新消防庁舎が落成する。
- 1981年3月　吉田榛原消防組合を解散する。
- 1981年4月　吉田榛原消防組合と吉田町榛原町衛生施設組合の2組合を統合し、吉田町榛原町広域施設組合・吉田町榛原町広域施設組合消防本部を発足する。
- 1987年3月　新消防庁舎が落成する。
- 1999年4月　消防本部に課制を導入する。
- 2005年10月　榛原町と榛原郡相良町が合併し牧之原市となる。これに伴い、吉田町牧之原市広域施設組合・吉田町牧之原市広域施設組合消防本部に改称する。
- 2016年4月　消防広域化に伴って静岡市消防局へ消防業務委託。消防本部廃止。

### 組織
- 本部－消防総務課、予防課
- 消防署

### 消防署
| 消防署         | 住所                        | 分署 |
| -------------- | --------------------------- | ---- |
| 吉田榛原消防署 | 榛原郡吉田町住吉1386番地の5 | なし |